# Apatania kolteriana
Apatania kolteriana là một loài Trichoptera trong họ Apataniidae. Chúng phân bố ở miền Cổ bắc.